# Esquipulas (Nicaragua)
Esquipulas est une municipalité nicaraguayenne du département de Matagalpa au Nicaragua.